# Molossus rufus
Molossus rufus är en fladdermusart som beskrevs av E. Geoffroy 1805. Molossus rufus ingår i släktet Molossus och familjen veckläppade fladdermöss. Inga underarter finns listade i Catalogue of Life.

## Utseende
För arten anges oftast en kroppslängd (huvud och bål) av 71 till 98 mm, en svanslängd av 38 till 54 mm och en vikt av 28 till 37 g. Enskilda källor talar om betydligt större värden, till exempel om en absolutlängd (inklusive svans) upp till 190 mm och en vikt upp till 70 g. Artepitet rufus i det vetenskapliga namnet betyder röd och syftar på pälsfärgen hos vissa individer. De flesta individer har däremot en brun- eller svartaktig färg. Dessutom förekommer djur med mörk orange päls. Vid buken är pälsen allmänt blekare men håren är vid roten inte vitaktig som hos Molossus sinaloae. Under nosen finns ett trekantigt skägg.

## Utbredning och habitat
Denna fladdermus förekommer från norra Mexiko till norra Argentina. Habitatet utgörs av tropiska städsegröna skogar, lövfällande skogar och buskskogar.

## Ekologi
Molossus rufus vilar i grottor, i bergssprickor, i byggnader och i håligheter i träd. Där bildas kolonier som vanligen har 30 till 50 medlemmar. I Brasilien observerades kolonier med upp till 500 exemplar. Individerna blir aktiva före skymningen. De jagar insekter som skalbaggar och flygande myror.
I kyligare delar av utbredningsområdet stannar arten även över vintern och den går inte heller i ide. I dessa regioner sker fortplantningen under våren. Vanligen föds en unge per kull och ibland två. Andra honor i kolonin hjälper vid ungarnas uppfostring.

## Taxonomi
Geoffroy beskrev ursprungligen två arter, Molossus ater och Molossus rufus. Minst en uppstoppat individ (typen) från varje art förvarades i Naturhistoriska Museet i Paris. Senare antogs att dessa individer tillhörde samma art och namnet Molossus ater fick företräde. Vid en granskning upptäcktes att museets exemplar som med säkerhet kan kopplas till släktet Molossus var etiketterade med Molossus rufus. Individer med märkning Molossus ater fanns inte kvar men enligt deras beskrivning är det mera troligt att de föreställde en art från släktet Eumops.